# ياكوفليف ياك-24
ياكوفليف ياك-24 (بالإنجليزية: Yakovlev Yak-24)‏ هي مروحية نقل عسكري أنتجت في الاتحاد السوفيتي. من صناعة ياكوفليف. كانت تستخدم بشكل أساسي من قبل القوات الجوية السوفيتية. كان أول طيران لها في 3 يوليو 1952. دخلت الخدمة في 1955، صنع منها 40 طائرة.

## المستخدمون
- القوات الجوية السوفيتية
- إيروفلوت